# Ноћ демона (филм из 1988)
Ноћ демона (енгл. Night of the Demons) амерички је натприродни хорор филм из 1988. године, од редитеља Кевина Тенија и сценаристе Џоа Аугустина, са Амелијом Кинкејд, Кети Подуел, Линеом Квигли, Халом Хавинсом и Алвином Алексисом у главним улогама. Радња прати групу средњошколаца који на Ноћ вештица оргаснизују журку у мртвачници.
Филм је сниман у Лос Анђелесу током априла 1987, а премијерно је приказан 9. септембра 1988 у Детроиту. Зарадио је 3,1 милиона долара и добио помешане критике. Данас се сматра култним класиком. Критичари часописа Њујорк тајмс написали су да је најпаметнија ствар код Ноћи демона начин на који је рекламиран. Добио је два наставка, као и истоимени римејк из 2009. године. Први наставак снимљен је 1994. под насловом Ноћ демона 2.

## Радња
Група средњошколаца организује журку у напуштеној мртвачници, за коју круже гласине да је уклета. Анџела Френклин, једна од организатора, у шали започне сеансу за разговор са духовима. Тиме случајно пробуди демона из крематоријума, који их поседа и убија једног по једног.

## Улоге
| Глумац          | Улога           |
| --------------- | --------------- |
| Кети Подуел     | Џуди            |
| Амелија Кинкејд | Анџела Френклин |
| Вилијам Гало    | Сал Ромеро      |
| Линеа Квигли    | Сузан           |
| Алвин Алексис   | Роџер           |
| Ленс Фентон     | Џеј Јансен      |
| Хал Хавинс      | Стуџ            |
| Алисон Барон    | Хелен           |
| Филип Танцини   | Макс            |
| Џил Терашита    | Френи           |
| Харолд Ајер     | старац          |
| Мери Ден        | старица         |
| Карен Ериксон   | Џудина мајка    |
| Дони Џефкот мл. | Били            |
| Џејмс В. Квин   | глас демона     |
| Кларк Џарет     | службеник       |